# Шевиње
Шевиње (фр. Chevigney) насеље је и општина у источној Француској у региону Франш-Конте, у департману Горња Саона која припада префектури Везул.
По подацима из 2011. године у општини је живело 34 становника, а густина насељености је износила 6,58 становника/km². Општина се простире на површини од 5,17 km². Налази се на средњој надморској висини од 217 метара (максималној 241 m, а минималној 195 m).

## Демографија
| 1962. | 1968. | 1975. | 1982. | 1990. | 1999. | 2011. |
| ----- | ----- | ----- | ----- | ----- | ----- | ----- |
| 54    | 63    | 53    | 39    | 39    | 39    | 34    |

График промене броја становника у току последњих година